# John Bostock
John Joseph Bostock (Camberwell, 15 gennaio 1992) è un calciatore inglese di origini trinidadiane, centrocampista del Solihull Moors.

## Palmarès

### Individuale
- Trophées UNFP du football: 2

Miglior giocatore della Ligue 2: 2017
Squadra ideale della Ligue 2: 2017